# Chelyocarpus dianeurus
Chelyocarpus dianeurus là loài thực vật có hoa thuộc họ Arecaceae. Loài này được (Burret) H.E.Moore mô tả khoa học đầu tiên năm 1972.